# Вакцина проти поліомієліту
Два типи вакцини використовуються у всьому світі для боротьби з поліомієлітом. Обидва типи створюють імунітет до поліомієліту, ефективно блокують передачу від людини до людини дикого поліовірусу, тим самим захищаючи як окремих реципієнтів вакцини, так і більш широке співтовариство (так званий колективний імунітет).
Перша вакцина проти поліомієліту була розроблена вірусологом Хіларі Копровським на основі одного серотипу живого, але ослабленого віруса. Прототип вакцини Копровського був даний восьмирічному хлопчику 27 лютого 1950 року. Копровський продовжив роботу над вакциною протягом 1950-х років, що призвело до великомасштабних випробувань в тодішньому Бельгійському Конго та вакцинації семи мільйонів дітей у Польщі проти серотипів PV1 та PV3 у 1958-1960 роках.
Друга інактивована вакцина була розроблена в 1952 році Джонасом Солком з Пітсбурзького університету і представлена світу 12 квітня 1955 року. Інактивована вакцина Солка (ІПВ, англ. IPV) заснована на поліовірусі, вирощеному в клітинній лінії HeLa і хімічно інактивованому формаліном. Після ін'єкції двох доз IPV понад 90 % з числа вакцинованих виробляють захисні антитіла до всіх трьох серотипів поліовірусу, і більше 99 % мають імунітет до поліовірусу після трьох доз.
Згодом Альберт Себін розробив ще одну живу поліомієлітну пероральну вакцину (Жива вакцина Сейбіна, ОПВ, англ. OPV). Вона була створена шляхом повторного проходження вірусу через нелюдські клітини при температурах нижче фізіологічних. Аттенуйований поліовірус у вакцині Сейбіна дуже ефективно реплікується в травному тракті, основному місці інфекції та реплікації дикого поліовірусу, проте вакцинний штам не здатний реплікуватися в тканинах нервової системи. Разова доза пероральної поліомієлітної вакцини Сейбіну формує імунітет до всіх трьох серотипів поліовірусу у близько 50% реципієнтів. Три дози живої ослабленої вакцини OPV виробляють захисні антитіла до всіх трьох серотипів поліовірусу у більш ніж 95 % реципієнтів. Клінічні випробування вакцини Сейбіна почалася в 1957 році, а в 1958 році він був обраний Національними інститутами охорони здоров'я США у конкуренції з живими вакцинами Копровського та інших дослідників. Після отримання ліцензії в 1962 році, вакцина швидко стала єдиною використовуваною проти поліомієліту у всьому світі.
Вакцина OPV була обрана в багатьох країнах для контролю над поширенням поліомієліту, оскільки є недорогим і простим засобом, дає хороший імунітет в кишечнику (що допомагає запобігти зараженню диким вірусом в областях, де він є ендемічним). У дуже рідкісних випадках (приблизно в одному випадку на 750 000 реципієнтів вакцини) ослаблений вірус у вакцині OPV повертається у форму, яка може паралізувати. Більшість розвинених країн перейшли до вакцини IPV, яка не може повернутися, або в якості єдиної вакцини проти поліомієліту, або в комбінації з пероральною вакциною проти поліомієліту.
Перші поліомієлітні вакцини з'явилися в 1950-1960-х роках. Вони відразу знизили захворюваність по всьому світу. Існує два типи вакцин: інактивована Солка (підвищена імуногенність для підшкірного введення) і живі вакцини Чумакова і Сейбіна (для прийому всередину). До складу вакцин разом з імуногенними компонентами входять неоміцин, стрептоміцин і поліміцин. Ці препарати не дозволяють рости бактеріям. Обидві вакцини можуть бути як тривалентними, так і моновалентними. Для планової вакцинопрофілактики використовують тривалентні вакцини. Моновалентні рекомендовано застосовувати в умовах епідемічного спалаху, спричиненого одним з трьох типів вірусу.
Інактивована вакцина містить вірус поліомієліту, убитий формаліном.
Жива поліомієлітна вакцина містить живий ослаблений (аттенуйований) вірус, вона вводиться перорально (краплі в рот), стимулює крім гуморального ще й тканинний імунітет, що дозволяє не тільки захистити саму дитину, але і запобігає циркуляцію вірусу в навколишньому середовищі. Живою вакциною дітей імунізують, починаючи з 6-місячного віку. Обов'язковою умовою застосування живої поліовакцини є попередня дворазова вакцинація даної дитини інактивованою поліомієлітною вакциною.